# Stenoporpia mcdunnoughi
Stenoporpia mcdunnoughi är en fjärilsart som beskrevs av Sperry 1938. Stenoporpia mcdunnoughi ingår i släktet Stenoporpia och familjen mätare. Inga underarter finns listade i Catalogue of Life.